# Synagoge (Subotica)

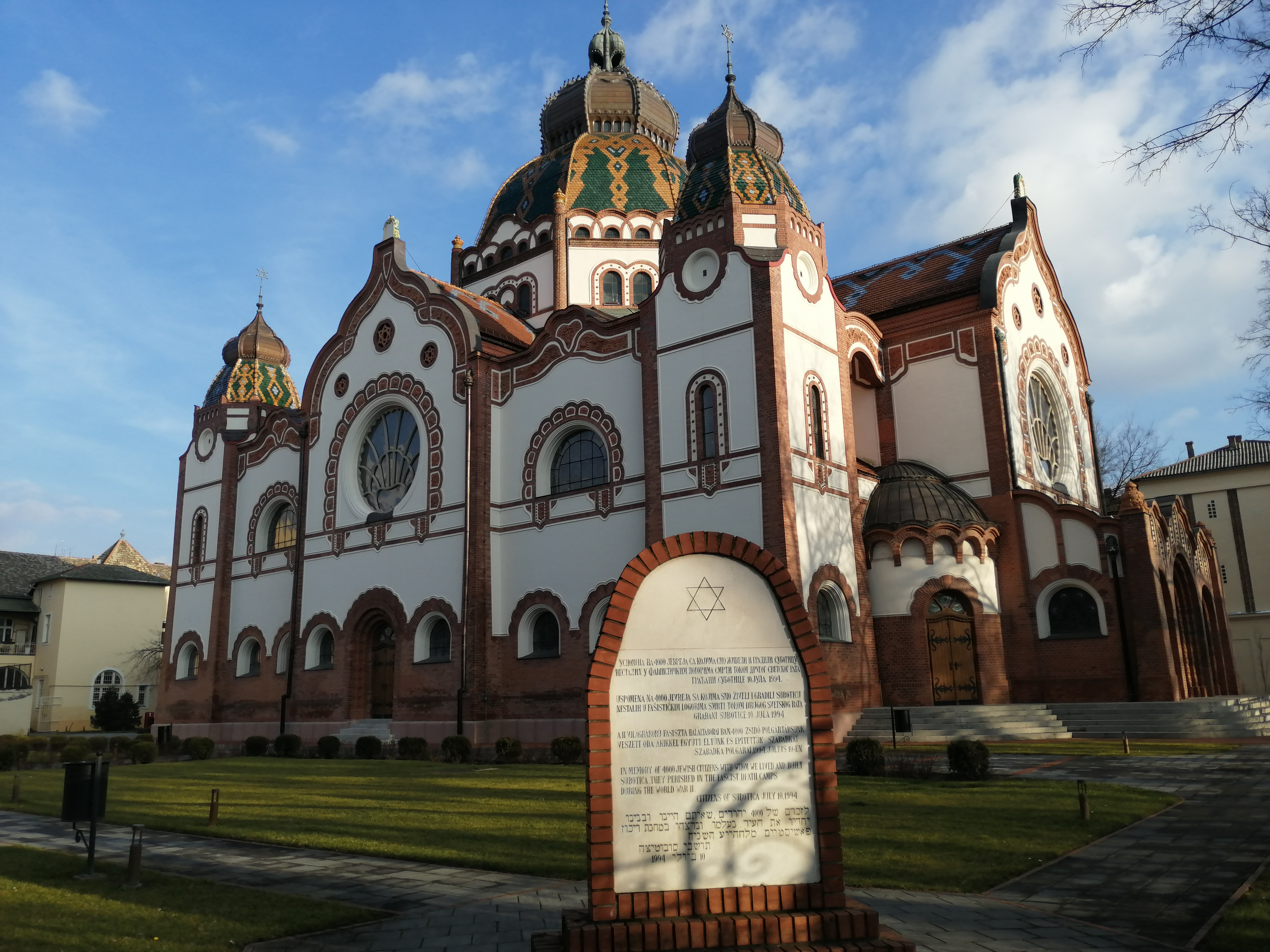
Synagoge in Subotica nach der Renovierung (2020)

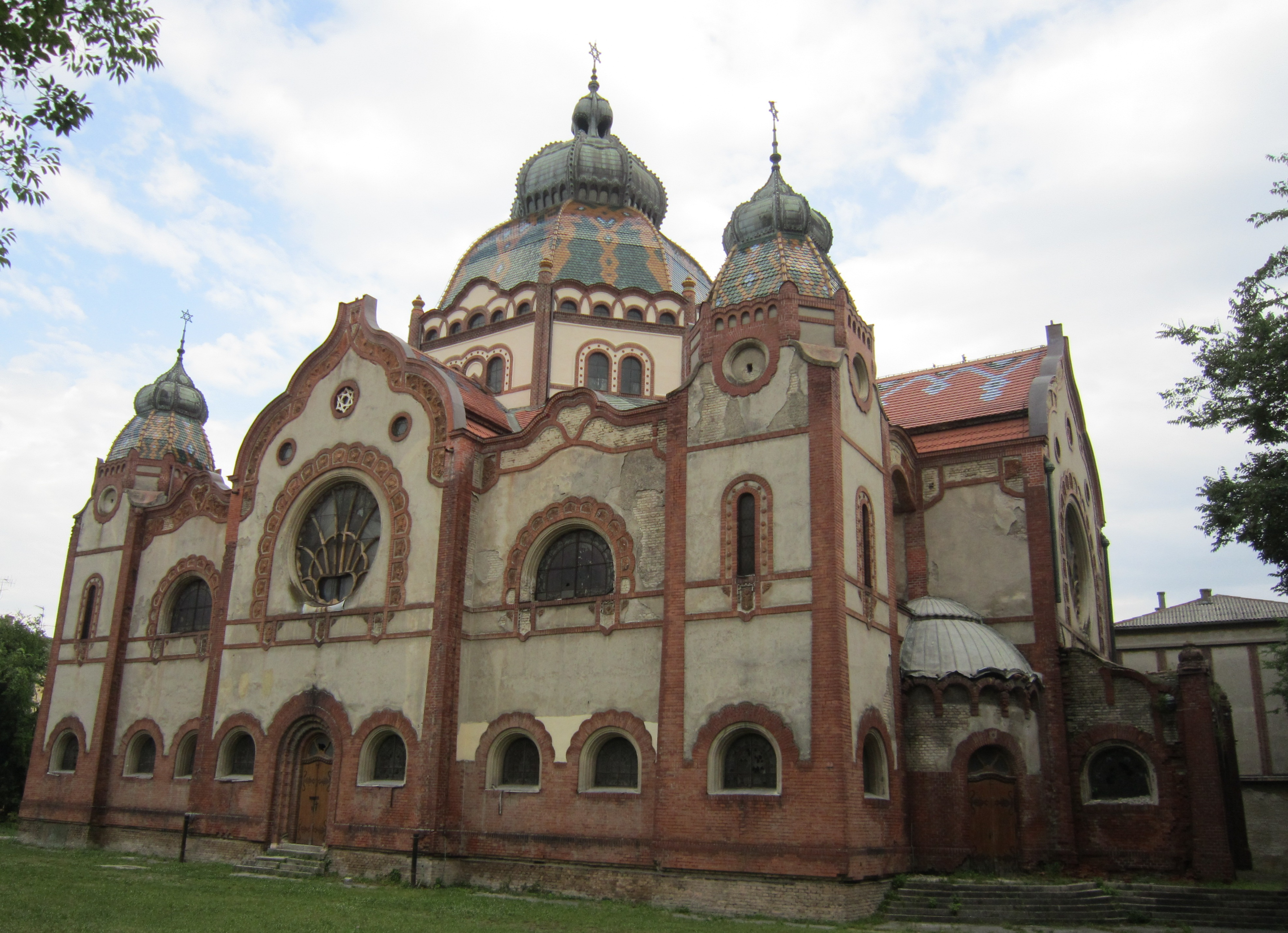
Synagoge in Subotica vor der Renovierung (2011)

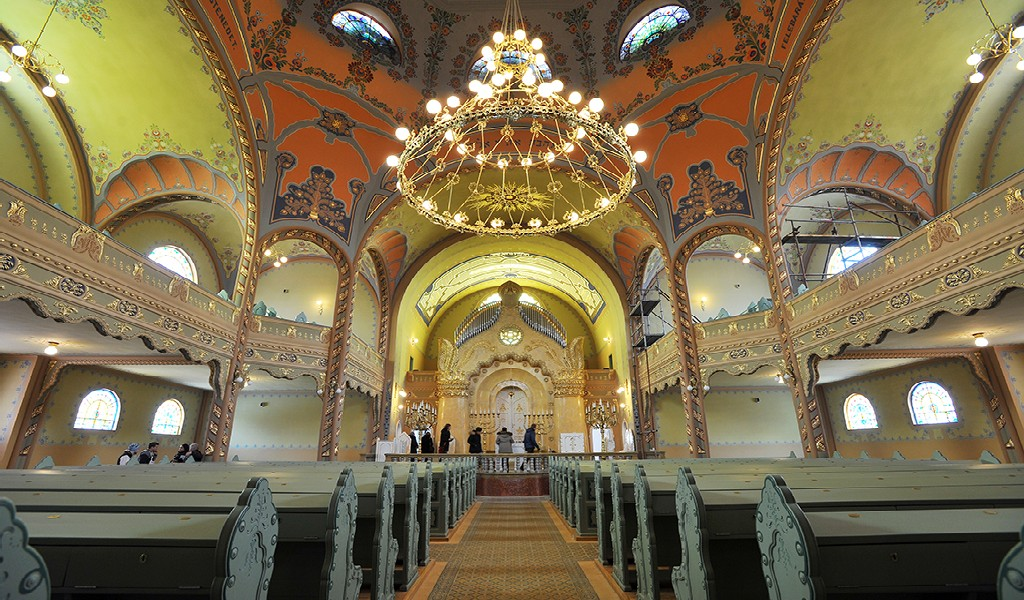
Innenansicht nach der Renovierungm (2018)

Die Synagoge in Subotica, der zweitgrößten Stadt der Vojvodina und fünftgrößten Stadt der Republik Serbien, wurde von 1901 bis 1903 errichtet. Die profanierte Synagoge im Jugendstil ist seit 1974 ein geschütztes Kulturdenkmal.

## Geschichte
Die Synagoge wurde nach Plänen der Budapester Architekten Marcell Komor und Dezső Jakab an der Stelle eines kleineren Vorgängerbaus errichtet. 
In den 1970er Jahren war das Bauwerk in so schlechtem Zustand, dass die Hauptkuppel einzustürzen drohte. Da die kleine jüdische Gemeinde das Geld für die Reparatur nicht aufbringen konnte, übereignete sie den Bau der Stadt. Die Restaurierungsarbeiten kamen lange Zeit nicht voran. Noch schwieriger wurde es, als zu Beginn der Jugoslawienkriege Anfang der 1990er Jahre ein Handelsembargo gegen Serbien verhängt wurde. Im Jahr 1996 setzte die Organisation World Monuments Watch das Gebäude auf die List of Most Endangered Monuments der 100 meist gefährdeten Kulturdenkmäler weltweit und steuerte über ihre Stiftung Geld für ein neues Dach bei. Darauf trafen auch Spenden von weiteren Organisationen ein. Wichtig war dabei die Aufnahme in ein 2014 von der ungarischen Regierung beschlossenes Programm zur Sanierung von Synagogen. Im März 2018 wurde die restaurierte Synagoge von Ungarns Premierminister Viktor Orbán und Serbiens Präsident Aleksandar Vučić wiedereröffnet.

## Architektur
Das Bauwerk hat fünf Kuppeln. Die Hauptkuppel über dem Mittelteil, die von acht Eisensäulen getragen wird, prägt das Stadtbild. Drei Portale führen in eine Vorhalle, von der über ein Treppenhaus die Frauenempore zu erreichen ist.